# 翼蓼
翼蓼（学名：[Pteroxygonum giraldii] 错误：{{Lang}}：文本有斜体标记（帮助））为蓼科翼蓼属下的一个种，分佈於中國大陸。

## 外部連結
- 紅藥子 Hong Yao Zi （页面存档备份，存于） 中藥標本數據庫 (香港浸會大學中醫藥學院) （繁體中文）（英文）